# Nicolas-Ernest Seillière
Pour les autres membres de la famille, voir Famille Seillière.
Nicolas-Ernest Seillière, né à Reims le 13 octobre 1805 et mort à Senones (Vosges) le 8 août 1864, est un industriel textile et un homme politique français.

## Biographie
Nicolas-Ernest Seillière est le fils cadet d'Aimé Benoît Seillière, l'un des plus grands industriels vosgiens, implanté à La Broque, à Senones, et à Schirmeck, qui eut d'abord comme associé Pierre Eugène Provensal.

### Carrière industrielle
Nicolas-Ernest dirige en premier lieu l'usine de laine paternelle à Reims à partir de 1832. Aimé Benoît lui attribue ensuite la direction de la Manufacture Saint-Maurice de Senones en 1843. Nicolas-Ernest succède ainsi à son père comme propriétaire et gérant de cette usine jusqu'à sa mort en 1864. Il développe l’entreprise  en organisant filature, tissage et blanchisserie et en créant des maisons de vente à Mulhouse et à Paris. La société Seillière, Vincent, Ponnier et compagnie, a son siège social au numéro 30 de la rue du Sentier à Paris. 

### Carrière politique
De 1848 à 1852, il est conseiller général du Canton de Senones, prenant la suite à ce poste d'Eugène ProvensaI, l'ami de son père. 

### Famille
De l'union contractée en 1832 à Charleville avec Joséphine-Antoinette-Euphrosine Guillaume, il a  deux fils : Edgar-Aimé, qui lui succède à la direction de la manufacture et aussi au conseil général après un mandat d'un autre représentant et Frédéric, qui dirige l'usine de Senones lors de la guerre de 1870 et faillit être fusillé comme chef de francs-tireurs, le 4 octobre 1870, lorsque la ville est occupée par les Prussiens.

## Publications
- Qu'est-ce que la protection (1860)
- Lettre de M. Ernest Seillière, manufacturier à Senones (Vosges), adressée au Sénat, au sujet du régime douanier (1860)
- Messieurs les Sénateurs. L'industrie du coton (1859)